# Union athlétique libournaise
Ne doit pas être confondu avec le Rugby Club libournais, club créé en 2016.
Maillots
L'Union athlétique libournaise est un club français de rugby à XV basé dans la ville de Libourne, en Gironde.

## Historique

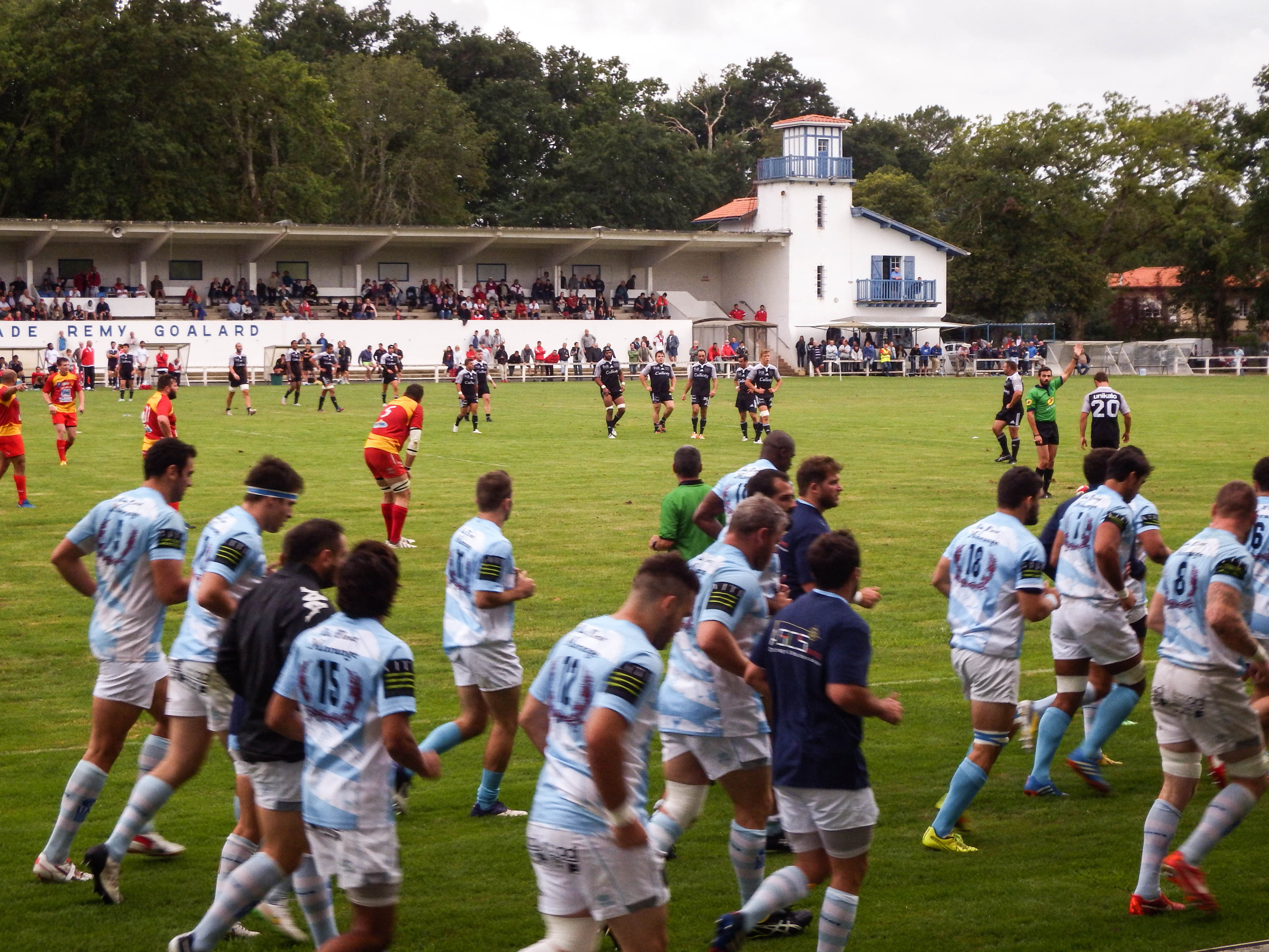
L'UA Libourne, ici au premier plan, évolue en Fédérale 1 en 2015-2016.

Dès 1893, quelques amateurs s’adonnent au rugby à XV, avant de créer, en 1898, l'Union athlétique libournaise. Le club s'illustre entre 1920 et 1940 en se situant parmi les dix meilleurs clubs français. L'UAL est un des plus anciens club de Rugby en France et il n'a jamais suspendu son activité.
Son logo fait référence au phoenix, qui a la particularité de toujours renaître de ses cendres. Un bar du même nom était également un lieu fréquenté par les joueurs.
À la fin de la saison 2013-2014, l'UAL monte en Fédérale 1 grâce à la relégation pour raisons financières de certains clubs et au refus de Strasbourg d'y accéder. Fin 2015, alors que l'UAL est sportivement reléguée en Fédérale 2, la DNACG prononce la rétrogradation administrative du club girondin en Fédérale 3 ; cette décision est annulée en appel devant la commission d'appel de la FFR. Quelques mois plus tard, l'UAL est repêchée en Fédérale 1 par la FFR.
L'UA Libourne dépose le bilan en juin 2016, en raison d'une situation financière défavorable.
Pour pallier l'absence d'un club et d'une école de rugby dans la ville de Libourne, un nouveau club est créé : le Rugby Club libournais,. La création est officiellement reconnue par la Fédération française de rugby en tant que nouveau club lors du comité directeur du 9 septembre 2016.

## Identité visuelle

### Couleurs et maillots
Les couleurs du club sont le bleu, le ciel et le blanc.

### Logo

Évolution du logo
Ancien logo abandonné en 2014.
Logo de 2014 à 2016.

## Palmarès
- Championnat de France de 2e division :
  - Champion (1) : 1931[8].
- Championnat du comité Côte d'Argent :
  - Champion (14) : 1921, 1922, 1927, 1929, 1935, 1938, 1945, 1947, 1957, 1958, 1976, 2006, 2007 et 2011[8].